# Grammontspets
Grammontspets, knypplade spetsar från den flamländska staden Grammont. Här knypplades ursprungligen vita spetsar av lingarn, men under 1800-talet specialiserade man sig på svarta spetsar (chantillyspetsar).